# Elgtest
En elgtest er en undvigelsesprøve som tidsskriftet Teknikens Värld plejer at udføre på biler. I perioden 1980-2001 indgik testformen i alle nybilstester udført af Trafikmagasinet i Sveriges Television. 
Elgtesten standardiseredes af motorjournalisten Christer Glenning som arbejdede for Trafikmagasinet, Teknikens Värld og Vi Bilägare. Testen udførdes på tør asfalt med bilen lastet til maxgrænsen. Siden kører man bilen på en S-formet bane i højere og højere hastigheder for at se hvordan den ter sig hvis man skulle behøve at foretage en hurtig undvigemanøvre. 
Teknikens Värld publicerer bl.a. hvor hurtig forskellige biler klarer sig i elgtesten, både gamle og nye.